# Orbicule
Les orbicules sont des grains de sporopollénine de taille microscopique à submicroscopique, comprise entre moins de 1 et 15 microns (1,5 à 2 µm selon certains auteurs), mais ils seraient aussi souvent submicroniques.
Ils ont été trouvés dans les fleurs de certaines espèces, à proximité des grains de pollen, voire collés à ces grains de pollen. Un rôle dans certaines allergies (de type pollinoses) est envisagé.
Lors d'une étude récente, sur 129 espèces étudiées, 95 espèces (et 73 genres) présentaient des orbicules parmi les familles ou tribus Gentianaceae, Rubiaceae, Apocynaceae, Asclepiadaceae, Loganiaceous, Loganiaceae, Strychnaceae, Gelsemiaceae, Geniostomaceae, Loganiaceae, Potalieae (incluse parmi les Gentianaceae). 
Les études disponibles laissent penser que chez les espèces qui produisent des orbicules, elles semblent toujours de forme, ultrastructure et morphologie identiques et typiques de l'espèce considérée, ce qui pourrait leur donner une valeur nouvelle dans la systématique botanique (pour le classement ou la reconnaissance d'espèces ou de particules potentiellement allergènes dans l'air).

## Fonctions
À ce jour, leur fonction éventuelle n'est pas identifiée et le consensus est que les orbicules pourraient peut-être n'être qu'un déchet métabolique, un sous-produit de la synthèse de la sporopollénine destinée à construire la cuticule des pollens.

## Constitution biochimique
La sporopollénine est un polymère à base lipidique fabriqué par certains organismes (algues, plantes) pour consolider des parois cellulaires (dont celles du pollen). 
La sporopollénine semble être le composé naturel le plus résistant au monde : il n'est détruit ni par la chaleur, ni par les fortes pressions, il résiste au froid et à la plupart des attaques chimiques (acides, bases, oxydants). C'est le principal constituant de l'exine qui forme la cuticule des pollens ainsi que des spores de fougères, que l'on retrouve parfois presque intact, après des centaines de milliers, voire millions d'années, jusque dans le charbon et certaines roches magmatiques.

## Origine métabolique
Les orbicules sont trouvés dans les loges des anthères de plantes à fleurs. Ils pourraient être synthétisés par les plantes dans les cellules sécrétoires du tissu tangentiel et radial des cellules du tapis.

## Allergénicité
La sporopollénine n'était pas en elle-même généralement considérée comme allergène (de par l'absence d'azote dans sa composition notamment), mais les orbicules, peut-être en raison de leur caractère non dégradable, pourraient jouer un rôle dans certaines allergies.
Des observations au microscope électronique à balayage (publiées en 2001 
) ont mis en évidence des orbicules dans certains tissus floraux de quinze des espèces européennes connues pour être allergènes ; chez toutes les espèces étudiées de la famille Betulaceae, Chenopodiaceae, Fagaceae, Poaceae, Polygonaceae, et Urticaceae. 
Toutefois, chez les espèces d'Asteraceae et d'Oleaceae étudiées, on n'a pas trouvé d'orbicules. Chez tous les Chenopodiaceae, Poaceae, et les espèces Urticaceae, les orbicules étaient collés à l'exine du pollen (ce qui laisse penser que ces orbicules peuvent être dispersés dans l'air durant l'anthèse. Ceci, et d'autres résultats récents montrant une activité allergénique dans de petites fractions microniques d'aérosols atmosphériques, a conduit à poser l'hypothèse que les orbicules seraient un facteur important d'allergies . 
Les allergologues travaillent à utiliser l'immunoélectromicroscopie pour mieux comprendre les anthères et déterminer si les orbicules sont effectivement allergènes, et dans quelles proportions et conditions, directement ou indirectement.

## Synonymes
La littérature anglophone utilise aussi les dénominations suivantes :
- Ubisch bodies, en hommage à Gerta von Ubisch ;
- Con-peito grains.